# Marthe K. Myhre
Marthe K. Myhre es una deportista noruega que compitió en triatlón. Ganó una medalla de oro en el Campeonato Europeo de Triatlón de Invierno de 2010.

## Palmarés internacional
| Campeonato Europeo | Campeonato Europeo | Campeonato Europeo | Campeonato Europeo |
| Año                | Lugar              | Medalla            | Prueba             |
| ------------------ | ------------------ | ------------------ | ------------------ |
| 2010               | Lygna (Noruega)    | Medalla de oro     | Individual         |